# Mastixia parviflora
Mastixia parviflora là một loài thực vật có hoa trong họ Cornaceae. Loài này được H.Zhu mô tả khoa học đầu tiên năm 2000.